# Arroyo del Arenal
Der Arroyo del Arenal ist ein Fluss in Uruguay.
Er entspringt einige Kilometer nördlich von Ismael Cortinas westlich der dort verlaufenden Ruta 23 und der Quelle des Arroyito Bolas Chico. Von dort fließt er auf dem Gebiet des Departamentos Flores in überwiegend nordwestliche Richtung. Er mündet nördlich von Ismael Cortinas an der dort gelegenen Grenze zum Nachbardepartamento Soriano als rechtsseitiger Nebenfluss in den Arroyo Grande.